# 健康路街道 (新乡市)
健康路街道，是中华人民共和国河南省新乡市卫滨区下辖的一个乡镇级行政单位。

## 行政区划
健康路街道下辖以下地区：
健南社区、健北社区、健民社区和自由南社区。